# 日本列島ふるさと発
日本列島ふるさと発（にっぽんれっとうふるさとはつ）は、1989年7月31日から2003年9月26日までNHK衛星第1テレビジョンで放送されたテレビ番組である。

## 概要
この番組は1984年に衛星第1放送が開局した当初から始まった「こんばんはにっぽん」という番組が原型となっており、NHKの基幹局の情報番組のキャスターがリレー形式でエリア内のニュースや話題を伝えていく。番組の最後には航空機のフライト情報と全国各地の気象情報で締めくくった。
オープニングテーマ曲は「Sprint Start – V.2」（1990年代後半 - 番組終了）
2003年10月に「お元気ですか日本列島」（NHK総合テレビ）の開始の際、2時台のメインコーナーとして「ぐるっとニュース」をふるさと発からの使い回しで対処した。それに伴いふるさと発の放送は終了した。
2004年11月のBS1再編に伴い、13時台に正午のローカルニュースの再放送で構成する『BS列島ニュース』を放送開始した。

## 放送時間
- 1989年7月 - 1992年3月：16:00 - 17:00
1989年7月 - 1990年3月のみ、翌朝4:00 - 5:00（食の場合は4:30 - 5:30）に再放送された。
- 1992年4月 - 1994年4月：16:00 - 16:55（『BS55』開始のため）
- 1994年4月 - 2003年9月：16:00 - 16:50（『BSニュース50』開始のため）

## メインキャスター
隔週交代で担当した。
- 佐治真規子（2000年3月27日 - 2003年9月19日）
- 伊藤和美（現：安藤）（2002年4月8日 - 2003年9月26日）

過去の出演者
- 小谷真生子（この番組がフリーキャスターとしての最初の担当番組であった）
- 八田真美子[4]
- 田中ジューン[5]
- 架谷千草[6]
- 横山律子[7]
- 堀田智子（ - 1995年3月24日）
- 大岡千嘉子（ - 1995年3月31日）
- 鎌田佳子[8]（1995年4月4日 - 1996年3月22日）
- 八田真美子（1995年4月10日 - 1998年3月27日）
- 金井亜紀[9]（1996年4月8日 - 2000年3月24日）
- 橋本純子（1998年4月7日 - 2000年3月17日）
- 平野智子（2000年4月4日 - 2002年3月22日）

ほか

## 番組構成
- リレーニュース（主に南から北の順に）
- 航空フライト情報
- 気象情報